# إريك جيمس أونستاد
كان إريك أورن جيمس أونستاد، حامل رتبة الإمبراطورية البريطانية (22 فبراير 1922 – 18 نوفمبر 2011)، عضوًا نرويجيًا في المقاومة وضابطًا ومحاميًا ومسؤولًا رياضيًا وسياسيًا وكاتبًا وناشطًا ضد الهجرة.
انضم جيمس أونستاد إلى حركة المقاومة النرويجية في أعقاب الغزو النازي للنرويج في عام 1940. واعتقل في السويد لانخراطه في أنشطة المقاومة النرويجية في البلاد في عام 1941، وأرسل إلى المملكة المتحدة حيث انضم إلى المجموعة النرويجية المستقلة الأولى 1 وتلقى تدريبًا عسكريًا بريطانيًا. نقل أونستاد إلى النرويج في عام 1943 كجزء من لارك، وأوكلت إليه مهمة تأسيس اتصال إذاعي مع لندن. بين عامي 1943 و 1945 قاد أونستاد لارك في مقاطعة تروندلاغ التي شكلت قيادة ميلورغ في الإقليم. اشتملت أنشطته الأخرى على تقديم المساعدة عن طريق تهريب الأسلحة والتحضير لإغراق البارجة الألمانية تيربيتز والتخطيط لاغتيال إيفار غراند المتعاون مع النازيين. وأسس أيضًا منظمة دورهام للإشراف على الحرب النفسية نحو نهاية الحرب، وشارك في تفجير خطوط السكك الحديدية. أفضت الجهود التي بذلها جيمس أونستاد خلال الحرب العالمية الثانية إلى أن يصبح واحدًا من أكثر أبطال الحرب النرويجيين نيلًا للأوسمة.
انضم جيمس أونستاد إلى الحرس الوطني النرويجي بعد الحرب، حيث شغل منصب أحد قادته. أتم جيمس تعليمه في الحقوق وعمل أيضًا كقاض ومحام. في النهاية وصل إلى رتبة كولونيل في الجيش كمحام عسكري لفرع من القوى الجوية النرويجية الملكية. وشغل لعدة سنوات منصب مدير تنفيذي لمشروع كان يهدف إلى تطوير حي فاترلاند في أوسلو. وكان لجيمس أونستاد أيضًا مسيرة مهنية في الرياضة، إذ مثل نادي إس كي ري الرياضي في سباقات الدراجات الهوائية وسباقات المشي. وعمل في وقت لاحق كموظف رياضي وعضو مجلس إدارة ورئيسًا للعديد من الهيئات الرياضية الوطنية.
بصفته عضوًا سابقًا في الحزب المحافظ والمنظمة التحررية ليبرتاس، انضم جيمس أونستاد إلى حزب أنديرز لانج عند تأسيسه في عام 1973 وأصبح نائب رئيس الحزب. وانتخب عضوًا في البرلمان في الانتخابات البرلمانية لعام 1973، وأصبح القائد البرلماني للحزب في أعقاب وفاة أنديرز لانج في عام 1974. أثارت العديد من آراء جيمس أونستاد ومقترحاته جدلًا، ودخل في صراعات مع القيادة الجديدة للحزب الذي ترأسه في النهاية كارل آي هاغن. طرد جيمس أونستاد من الحزب في عام 1976، وأنهى ولايته كمستقل. واشتهر أيضًا بتوجيهه انتقادات لسياسة الحكومة النرويجية في أفريقيا، وبدفاعه عن حكومات بلدان مثل رودسيا وجنوب أفريقيا. في الثمانينيات من القرن العشرين، عمل جيمس أونستاد كمحام للعديد من النشطاء المعادين للهجرة، ومنذ أواخر ذلك العقد، انخرط هو نفسه في السياسات المعادية للهجرة. وشارك في انتخابات عام 1989 عن حزب أوقفوا الهجرة وحزب الوطن في عام 1991، وانخرط لاحقًا في تنظيم حركة الشعب ضد الهجرة المقاتل وجماعة أوقفوا أسلمة النرويج.

## نشأته
ولد إيريك أورن جيمس أونستاد في كريستيانيا (أوسلو في يومنا هذا) للقاضي والموظف المدني أولاف جيمس أونستاد (1882 - 1945) والمهندسة المعمارية أغوت أوربي (1886 - 1959). وعمل في البحر كفتى مقصورة في عام 1937، وذهب إلى المرافئ في كل من أفريقيا وآسيا. أنهى جيمس أونستاد تعليمه الإعدادي في عام 1940.
كان جيمس أونستاد ناشطًا في الكشافة قبل الغزو. ونظرًا إلى خبرته في الكشافة، طلب منه التعليم في برنامج تدريب عسكري تطوعي حول الخرائط والبوصلات في أواخر العام 1939. وأصبح في وقت لاحق قائدًا كشفيًا مع ذهاب القائد السابق للقتال في حرب الشتاء. ونظرًا إلى اندلاع الحرب في أوروبا، تزايدت جدية عمليات الكشافة وتشير أقاويل إلى دور كبير لحركة الكشافة في التنظيم الأولي للمقاومة النرويجية. في شتاء عامي 1939\1940، بدأ جيمس أونستاد التدرب على السباق الموجه وإرسال الإشارات الليلية. وخلال عطلة نهاية الأسبوع التي سبقت الغزو، تحضر هو وأحد أصدقائه «للحرب» بالتدرب والنوم في خيمة وسط الثلوج في غابة فيستماركا، الأمر الذي اعتبر غير مألوف في تلك الفترة.

## الحرب العالمية الثانية

### نشاطات أولى
في 9 أبريل من عام 1940، غزت ألمانيا النازية النرويج واحتلتها كجزء من العمليات القتالية في الحرب العالمية الثانية. وبات جيمس أونستاد مدركًا للحضور الألماني حين رأى هو وعائلته طيارات ألمانية تطير فوق بيتهم. ولم يتلقوا أي إبلاغ حول ما كان يحدث، وكانت الموسيقى الشيء الوحيد الذي كان يذاع على الراديو. أخذ جيمس أونستاد دراجته واتجه إلى مدرسته، مدرسة كاتدرائية أوسلو، ليجد أنها مغلقة وفي حالة من الفوضى. ومن ثم ذهب إلى مركز المدينة وبوابة كارل جوهانز، حيث شهد الألمان يتابعون زحفهم. في ذلك اليوم أو في اليوم الذي تلاه، تحطمت طائرة يونكرز ألمانية بالقرب منه ومن صديقه حين كانا في طريقهما من ليساكر ليلقيا نظرة أقرب على مطار أوسلو فورنبو الذي كان قد سقط. حاول الاثنان إنقاذ الألمان العالقين داخل الطائرة، إلا أنه كان من غير الممكن احتمال الحرارة، وأخبرهما الألمان بالهروب إلى مكان آمن قبل لحظات فقط من انفجار الطائرة. وفقًا لجيمس أونستاد قوبل البيان الذي ألقاه رئيس الوزراء النرويجي يوهان نيغاردسفولد في 10 من شهر أبريل (البيان الذي رفض المطالب الألمانية بتعيين فيدكون كويسلينغ رئيس وزراء للنروج) بخيبة أمل كبيرة من قبله ومن قبل أصدقائه. وكان يرى أنه لم يحتوي على أي شيء سوى حشو في الكلام، دون أي إشارة للتعبئة أو الدفاع أو القتال أو الحرب. وبعد ذلك رغب بالانضمام إلى المقاومة، إلى أنه التقى في طريقه برجل أخبره بأنه سيُرفض إن لم يكن قد خضع لتدريب للمجندين، ولذا عاد إلى منزله. إلا أنه انطلق بعد أيام قليلة رفقة صديقه إلى شمال النرويج. ووصلا حتى شمالًا حتى نور تروندلاغ، حيث استسلما وعادا إلى المنزل.
بدأ جيمس أونستاد الدراسة في جامعة أوسلو في أواخر الأربعينيات من القرن العشرين، وأقام صلات مع طلاب أرادوا تنظيم حركة مقاومة. وفي إحدى المرات، قطع هو وشباب آخرون متعاطفون مع المقاومة اجتماعًا عامًا عقده حزب التجمع الوطني الفاشي. وصفقا عن عمد ودون توقف (اعتقدا أنه لم يكن ممكنًا معاقبتهما بسبب «التشجيع») إلى درجة أن المتحدثين لم يعودوا قادرين على التحدث، وبدأوا بسبب ذلك بمغادرة الغرفة. إلا أن العديد منهم منعوا من المغادرة، واعتقل جيمس أونستاد وآخرون وغرموا بسبب دورهم في هذه الحادثة. في شهر سبتمبر شارك جيمس أونستاد في صدام بين طلاب وبين مجموعة من أعضاء هيرد (المنظمة الأولية للتجمع الوطني) خارج الجامعة. ومر شاب حين أبعدوا عن بعضهم وسأل جيمس أونستاد حول ما كان يحدث. رد جيمس أونستاد بأن الآخرين كانوا خونة، ولذلك هاجمه أعضاء هيرد وانهالوا عليه بالضرب. في وقت لاحق، خلال تفشي مرض الحمى القلاعية في شهر ديسمبر، شارك جيمس أونستاد في عمليات حفر قبور جماعية للأبقار المذبوحة في ديكيمارك ونيسويا.
في أواخر الأربعينيات من القرن العشرين، أرادت مجموعة جيمس أونستاد أن تجلب بعض الأجهزة العسكرية المصنعة حديثًا لقوات الحلفاء. وقُرر أن يسافر واحد من المجموعة إلى المملكة المتحدة، في حين قرر أن يسافر جيمس أونستاد إلى ستوكهولم. انضم ثلاثة آخرون إلى جيمس وقرروا أن يسمحوا باعتقالهم في أوستمارك في السويد. ونقلوا إلى ستوكهولم، إلا أن المفوضية لم تكن مهتمة بالاختراعات. ومن ثم أمر جيمس أونستاد بالاتصال بالملحق العسكري البريطاني. وتمكن من الاتصال بالرائد مالكولم مونث، الذي أبدا اهتمامًا بالأجهزة. اعتقل جيمس أونستاد من قبل الشرطة السويدية في ستوكهولم في 25 من شهر مارس من عام 1941 مع فضح بعض أقسام منظمة مونث. سجن جيمس أونستاد في قسم شرطة ستوكهولم ل 13 يومًا، ومن ثم ل 59 يومًا في سجن ستوكهولم للحبس الاحتياطي. في 23 من شهر مايو من عام 1941، قررت الحكومة ترحيله من السويد ومنعه من دخولها (أبطل المنع بعد الحرب). وضع جيمس أونستاد في البدء على لائحة المرحلين إلى كندا عبر موسكو والصين، إلا أن الخطط ألغيت إثر الغزو الألماني للاتحاد السوفييتي. وأرسل عوضًا عن ذلك إلى مخيم اللاجئين النرويجيين في أوريريد. وأمر من قبل البريطانيين بالهروب من أوريريد في شهر أكتوبر من عام 1941 والسفر إلى النرويج. ألقي عليه القبض من قبل الحرس الوطني السويدي القريب من الحدود النرويجية، إلا أنه أرسل من قبل السلطات السويدية على متن طائرة إلى المملكة المتحدة في شهر ديسمبر.